# Nitya Pibulsonggram
Nitya Pibulsonggram (thailändisch นิตย์ พิบูลสงคราม, RTGS: Nit Phibunsongkhram; * 30. Juni 1941 in Bangkok; † 24. Mai 2014 ebenda) war ein thailändischer Diplomat, der unter anderem von 1988 bis 1996 Ständiger Vertreter bei den Vereinten Nationen und von 1996 bis 2000 Botschafter in den USA war. Von 2006 bis 2008 war er Außenminister seines Landes.

## Leben

### Diplomatische Laufbahn
Nitya Pibulsonggram, jüngster Sohn des langjährigen Premierministers und Feldmarschalls Plaek Pibulsonggram (oder: Phibunsongkhram), absolvierte nach dem Schulbesuch des Bangkok Christian College und der Wilbraham Academy im US-Bundesstaat Massachusetts ein Studium der Governance am Dartmouth College, das er mit einem Bachelor of Arts (B.A. Governance) abschloss. Ein anschließendes postgraduales Studium der Politikwissenschaften an der Brown University beendete er mit einem Master of Arts (M.A. Political Science). Er heiratete die amerikanische Designerin und Werbegestalterin Patricia „Pat“ Osmond, die den thailändischen Namen Pacharin Pibulsonggram annahm.
Danach trat Nitya Pibulsonggram 1968 in den auswärtigen Dienst und war zunächst im Referat Auslandsnachrichten der Informationsabteilung des Außenministeriums tätig sowie anschließend von 1969 bis 1972 Mitarbeiter der Ständigen Vertretung bei der in Bangkok ansässigen SEATO. Nach einer Verwendung von 1973 bis 1974 im Politik- und Planungsreferat des Büros des Ständigen Sekretärs (Office of the Permanent Secretary) des Außenministeriums, war er zwischen 1975 und 1976 Referatsleiter für Südostasien in der Politischen Abteilung des Ministeriums.
1976 fand Nitya Pibulsonggram erstmals Verwendung im Ausland, als er zunächst Erster Sekretär der Ständigen Vertretung bei den Vereinten Nationen in New York City und dann Botschaftsrat sowie zuletzt von 1978 bis 1980 stellvertretender Leiter der Ständigen Vertretung Thailands bei der UNO war.

### Botschafter und Außenminister
Nach seiner Rückkehr wurde er 1980 erst Vize-Generaldirektor der Informationsabteilung und dann 1981 Vize-Generaldirektor der Politischen Abteilung des Außenministeriums, ehe er 1982 zum Botschafter für Sonderaufgaben wurde. Danach war er zwischen 1983 und 1987 Generaldirektor der Abteilung für Internationale Organisationen im Außenministerium.
1988 kehrte Nitya Pibulsonggram nach New York City zurück und war dort acht Jahre lang bis 1996 Leiter der Ständigen Vertretung bei der UNO. Im Anschluss fungierte er zwischen 1996 und 2000 als Botschafter in den USA sowie von 2000 bis 2001 Ständiger Sekretär und damit höchster Beamter des Außenministeriums.
Nach seinem Ausscheiden aus dem auswärtigen Dienst war Nitya Pibulsonggram zwischen Oktober 2001 und September 2006 Berater der damaligen Außenminister Surakiart Sathirathai und Kantathi Suphamongkhon sowie zugleich von November 2003 bis zu seinem Rücktritt im Januar 2006 auch Chefunterhändler für ein Freihandelsabkommen mit den USA.
Zugleich war er auch in der Privatwirtschaft tätig und unter anderem von September 2004 bis zu seinem Tod Direktor von Thai Plastic and Chemicals Public Company Limited. Daneben fungierte er als Vorsitzender des Kuratoriums des Kenan Institute of Asia KIASIA.
Nach dem Putsch vom 22. September 2006 berief ihn der vom Militär eingesetzte Premierminister Surayud Chulanont am 8. Oktober 2006 als Außenminister in dessen Übergangskabinett. Er bekleidete dieses Amt bis zum 6. Februar 2008. Nachfolger wurde daraufhin Noppadon Pattama.
Nitya Pibulsonggram verstarb an den Folgen einer intrazerebralen Blutung im Bamrungrad Hospital in Bangkok.

## Auszeichnungen
Für seine langjährigen diplomatischen und politischen Verdienste wurde Nitya Pibulsonggram mehrfach ausgezeichnet und erhielt unter anderem das Großkreuz sowie das Großkordon in Sonderstufe des Weißen Elefantenordens sowie das Ritterkreuz mit Großkordon der Sonderstufe des Ordens der Krone von Thailand. Ferner wurde ihm die King Bhumibol Adulyadej’s Royal Cypher Medal verliehen sowie das Offizierskreuz und auch die Großkomtur des Ordens von Chula Chom Klao.

## Hintergrundliteratur
- Tommy Thong Bee Koh, Rosario G. Manalo, Walter C. M. Woon (Hrsg.): The Making of the ASEAN Charter, ISBN 981-283-391-9, 2009, S. 93.